# كريستيان فريدريش ليسنغ
كريستيان فريدريش ليسنغ (بالألمانية: Christian Friedrich Lessing)‏ (و. 1809 – 1862 م) هو عالم نبات من ألمانيا .
توفي في كراسنويارسك.